# Пляжний лежак

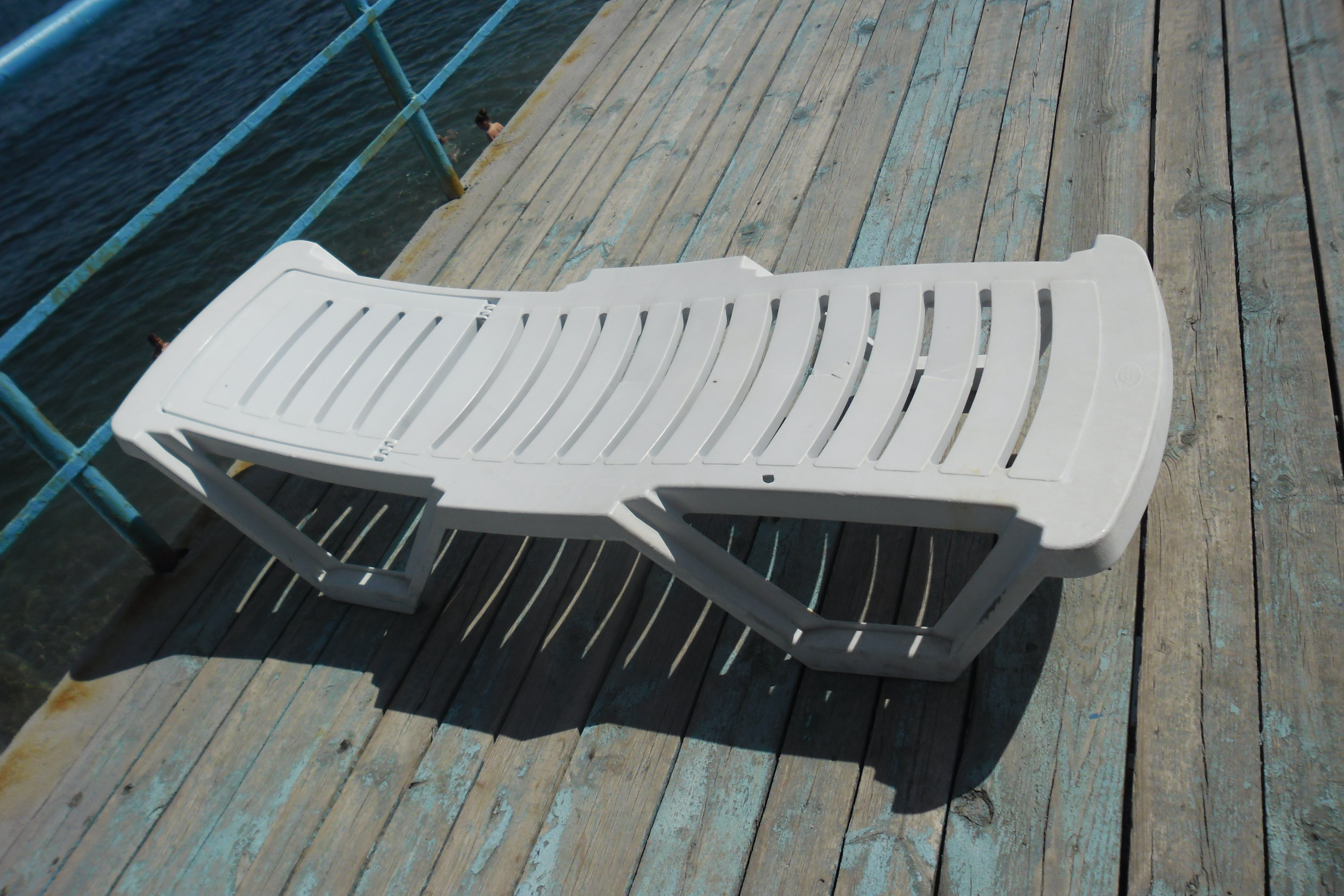
Пляжний лежак.

Пляжний лежак — лежак, що належить до пляжного обладнання. Вид ліжка. Пляжними лежаками обладнані комерційні пляжі майже у всіх куточках світу. Найчастіше виготовляється і пластмаси або дерева.